# Zaicear, Burgas
Zaicear (în bulgară Зайчар) este un sat în comuna Ruen, regiunea Burgas,  Bulgaria. 

## Demografie
Componența etnică a satului Zaicear
     Turci (97,87%)
     Nicio identificare (2,12%)
     Altele (0%)
La recensământul din 2011, populația satului Zaicear era de 1.132 locuitori. Din punct de vedere etnic, majoritatea locuitorilor (97,87%) erau turci. Pentru 2,12% din locuitori nu este cunoscută apartenența etnică.